# Светско првенство у скоковима у воду 2019 — даска 3 м синхронизовано мешовито
Такмичење у синхронизованим скоковима у воду са даске у мешовитој конкуренцији на Светском првенству у скоковима у воду 2019. одржано је 20. јула 2019. године као део програма Светског првенства у воденим спортовима. Такмичења су се одржала у базену Општинског центра за водене спортове у Квангџуу у Јужној Кореји.
Учестовавалло је 18 парова из исто толико земаља, а скакала се само финална серија. Златну медаљу освојио је аустралијски пар Метју Картер и Медисон Кини, сребро је припало Канађанима Ембо-Дилаку и Џенифер Абел, док је бронзану медаљу освојио немачки пар Лоу Масенберг−Тина Пунцел.

## Освајачи медаља
|                                          | Резултат |                                            | Резултат |                                       | Резултат |
|                                          |          |                                            |          |                                       |          |
| Аустралија · Метју Картер · Медисон Кини | 304,86   | Канада · Франсоа Ембо-Дилак · Џенифер Абел | 304,08   | Немачка · Лоу Масенберг · Тина Пунцел | 301,62   |

## Резултати
У дисциплини синхронизованих скокова са даске у мешовитој конкуренцији такмичило се 18 парова и скакала се само финална серија која је одржана 20. јула са почетком од 15:30 часова по локалном времену (УТЦ+9).
| ПЛ. | Репрезентација   | Скакачи                             |        |
| ПЛ. | Репрезентација   | Скакачи                             | Бодови |
| --- | ---------------- | ----------------------------------- | ------ |
|     | Аустралија       | Метју Картер Медисон Кини           | 304,86 |
| 2   | Канада           | Франсоа Ембо-Дилак Џенифер Абел     | 304,08 |
| 3   | Немачка          | Лоу Масенберг Тина Пунцел           | 301,62 |
| 4.  | Велика Британија | Том Дејли Грејс Рид                 | 298,47 |
| 5.  | Сједињене Државе | Брајдам Херера Марија Кобурн        | 295,95 |
| 6.  | Мексико          | Осмар Оливеира Долорес Ернандез     | 288,30 |
| 7.  | Украјина         | Станислав Олиферчик Викторија Кесар | 282,84 |
| 8.  | Колумбија        | Себастијан Виља Дијана Пинеда       | 279,87 |
| 9.  | Нови Зеланд      | Антон Даун Џенкинс Елизабет Куј     | 274,80 |
| 10. | Русија           | Сергеј Назин Кристина Иљиних        | 273,24 |
| 11. | Малезија         | Мухамад Путех Нур Дабита Сабри      | 271,29 |
| 12. | Ирска            | Оливер Дингли Клер Крајан           | 266,49 |
| 13. | Италија          | Мајкол Верцото Елена Бертоки        | 261,60 |
| 14. | Шведска          | Винко Параџик Ема Гулстранд         | 253,62 |
| 15. | Јужна Кореја     | Ким Џивок Ким Суџи                  | 249,90 |
| 16. | Бразил           | Луис Мора Тами Такаги               | 249,30 |
| 17. | Чиле             | Донато Неглиа Алисон Мајљард        | 242,64 |
| 18. | Египат           | Мохаб Ишак Маха Ејса                | 112,50 |